# Dammarie-sur-Saulx
Pour les articles homonymes, voir Dammarie (homonymie) et Saulx.
Dammarie-sur-Saulx est une commune française située dans le département de la Meuse, en région Grand Est.

## Géographie
Le territoire de la commune est limitrophe de 7 communes.  
| Ménil-sur-Saulx     | Le Bouchon-sur-Saulx | Ligny-en-Barrois Villers-le-Sec |
| Juvigny-en-Perthois | Dammarie-sur-Saulx   |                                 |
|                     | Morley               | Hévilliers                      |

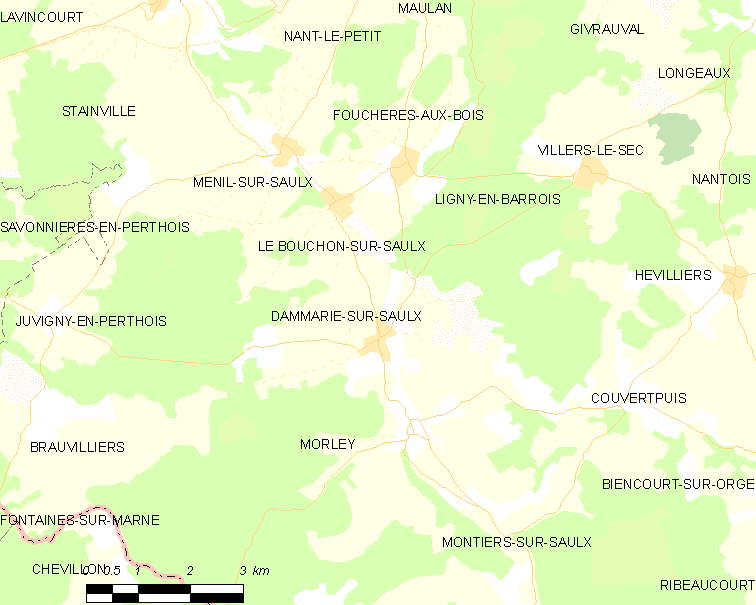
Carte de la commune.
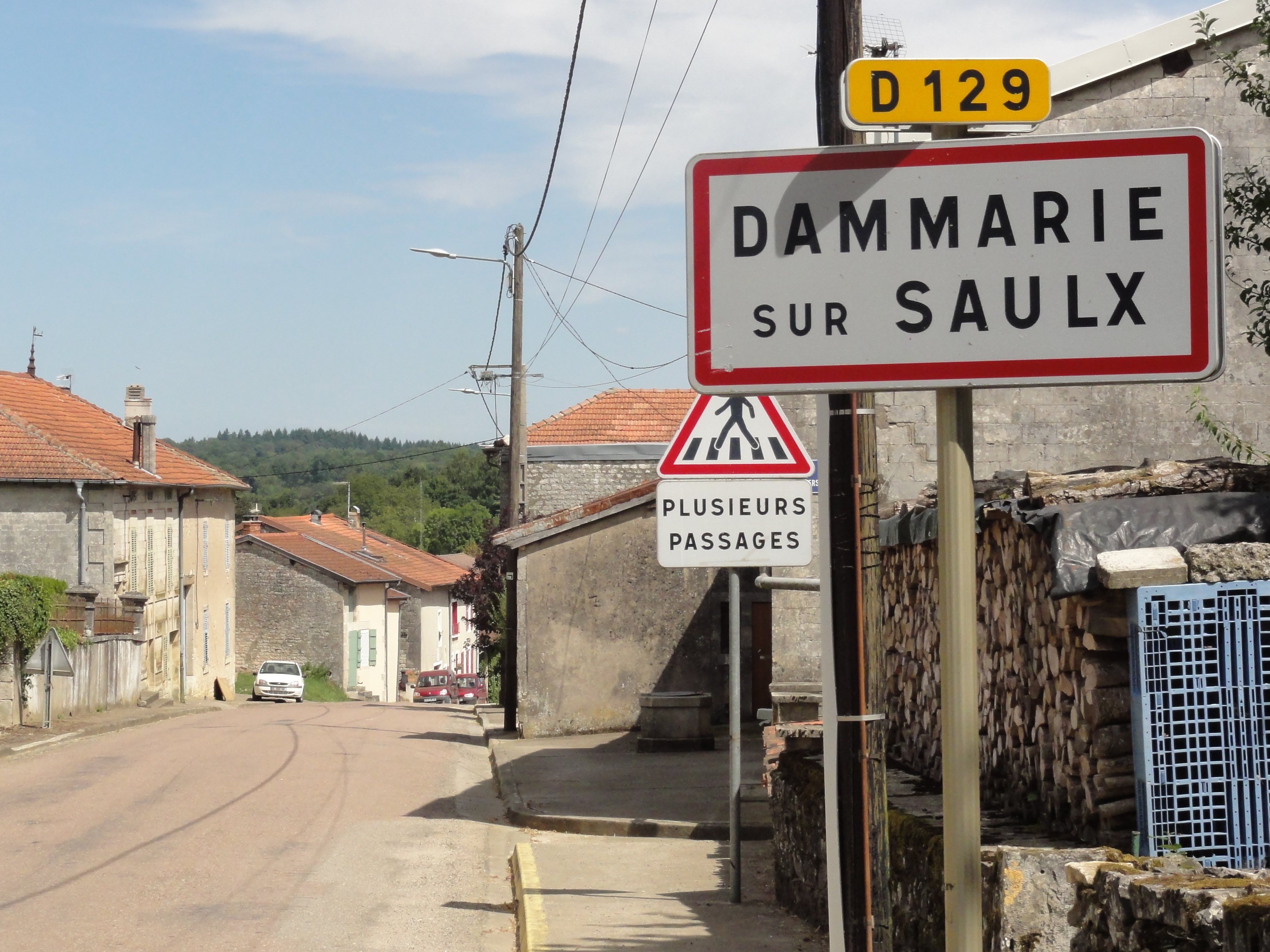
Entrée de Dammarie-sur-Saulx.
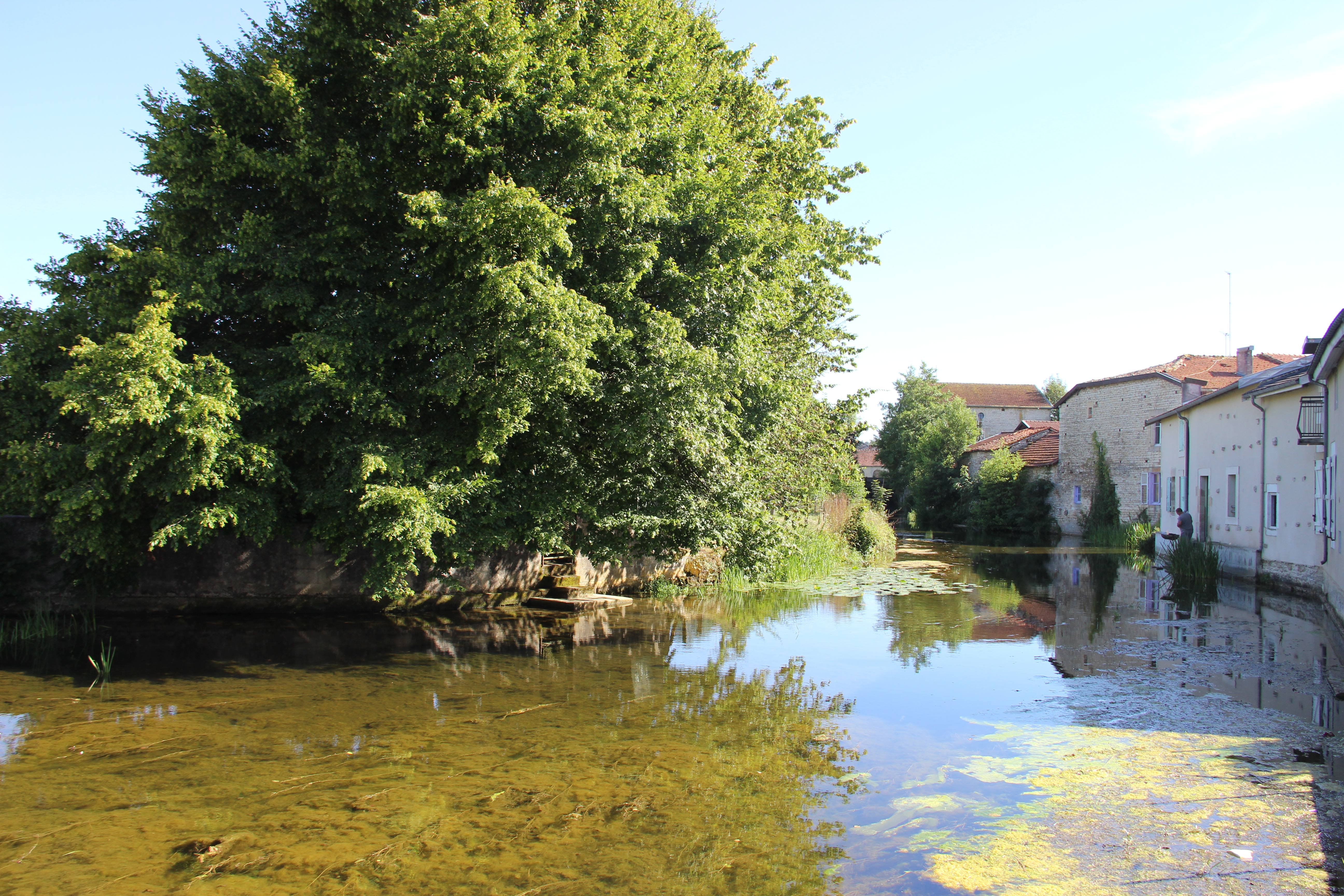
La Saulx à Dammarie.

### Hydrographie
La commune est dans la région hydrographique « la Seine de sa source au confluent de l'Oise (exclu) » au sein du bassin Seine-Normandie. Elle est drainée par la Saulx, l'Orge et,.
La Saulx, d'une longueur de 115 km, prend sa source dans la commune de Germay et se jette  dans la Marne à Vitry-le-François, après avoir traversé 39 communes. Les caractéristiques hydrologiques de la Saulx sont données par la station hydrologique située sur la commune de Montiers-sur-Saulx. Le débit moyen mensuel est de 1,37 m3/s. Le débit moyen journalier maximum est de 18,4 m3/s, atteint lors de la crue du 14 janvier 2004. Le débit instantané maximal est quant à lui de 22 m3/s, atteint le même jour.

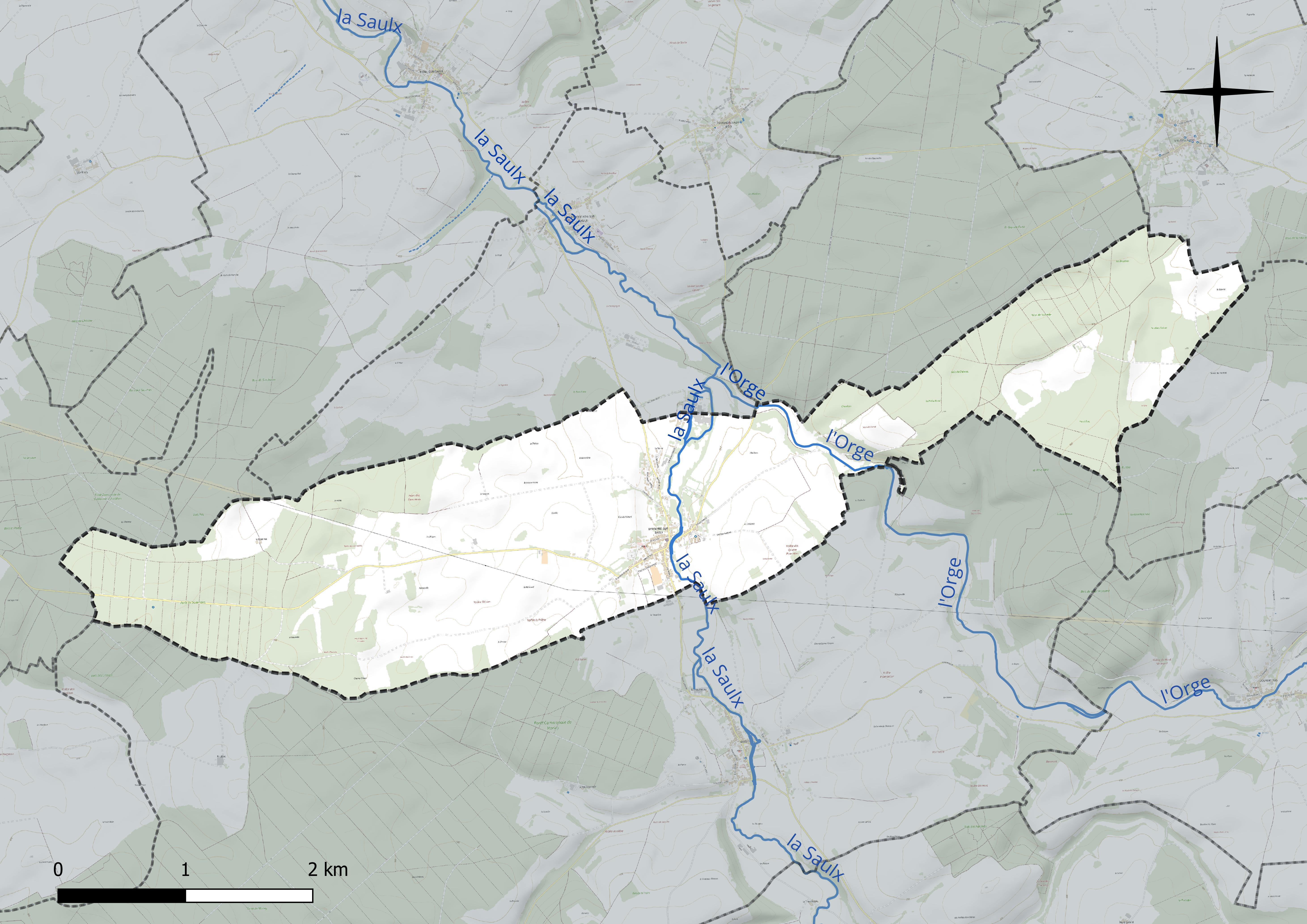
Réseau hydrographique de Dammarie-sur-Saulx.

L'Orge, d'une longueur de 26 km, prend sa source dans la commune de Gillaumé et se jette  dans la Saulx à Le Bouchon-sur-Saulx, après avoir traversé neuf communes. 

### Climat
Pour des articles plus généraux, voir Climat du Grand Est et Climat de la Meuse.
En 2010, le climat de la commune est de type climat de montagne, selon une étude du Centre national de la recherche scientifique s'appuyant sur une série de données couvrant la période 1971-2000. En 2020, Météo-France publie une typologie des climats de la France métropolitaine dans laquelle la commune est exposée à un climat océanique altéré et est dans la région climatique  Lorraine, plateau de Langres, Morvan, caractérisée par un hiver rude (1,5 °C), des vents modérés et des brouillards fréquents en automne et hiver. 
Pour la période 1971-2000, la température annuelle moyenne est de 9,8 °C, avec une amplitude thermique annuelle de 16,2 °C. Le cumul annuel moyen de précipitations est de 1 035 mm, avec 13,9 jours de précipitations en janvier et 9,7 jours en juillet. Pour la période 1991-2020, la température moyenne annuelle observée sur la station météorologique de Météo-France la plus proche, « Chevillon_sapc », sur la commune de Chevillon à 11 km à vol d'oiseau, est de 11,1 °C et le cumul annuel moyen de précipitations est de 982,1 mm. 
La température maximale relevée sur cette station est de 40,6 °C, atteinte le 25 juillet 2019 ; la température minimale est de −17,4 °C, atteinte le 20 décembre 2009,,. 
Les paramètres climatiques de la commune ont été estimés pour le milieu du siècle (2041-2070) selon différents scénarios d'émission de gaz à effet de serre à partir des nouvelles projections climatiques de référence DRIAS-2020. Ils sont consultables sur un site dédié publié par Météo-France en novembre 2022.

## Urbanisme

### Typologie
Au 1er janvier 2024, Dammarie-sur-Saulx est catégorisée commune rurale à habitat dispersé, selon la nouvelle grille communale de densité à sept niveaux définie par l'Insee en 2022.
Elle est située hors unité urbaine et hors attraction des villes,.

### Occupation des sols
L'occupation des sols de la commune, telle qu'elle ressort de la base de données européenne d’occupation biophysique des sols Corine Land Cover (CLC), est marquée par l'importance des territoires agricoles (52 % en 2018), une proportion sensiblement équivalente à celle de 1990 (52,8 %). La répartition détaillée en 2018 est la suivante : 
forêts (44,7 %), terres arables (36,7 %), prairies (11,6 %), zones agricoles hétérogènes (3,7 %), zones urbanisées (3,4 %). L'évolution de l’occupation des sols de la commune et de ses infrastructures peut être observée sur les différentes représentations cartographiques du territoire : la carte de Cassini (XVIIIe siècle), la carte d'état-major (1820-1866) et les cartes ou photos aériennes de l'IGN pour la période actuelle (1950 à aujourd'hui).

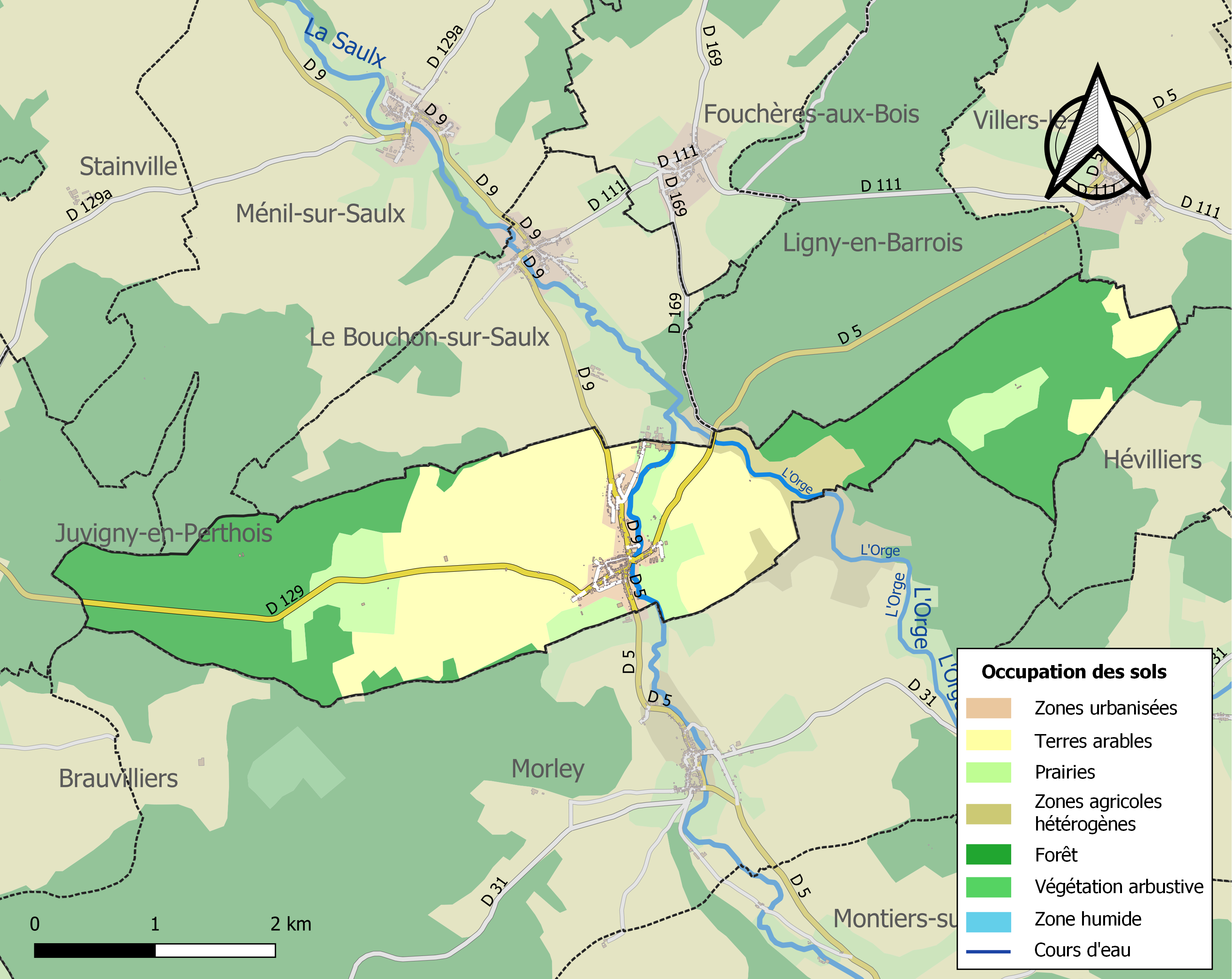
Carte des infrastructures et de l'occupation des sols de la commune en 2018 (CLC).

## Toponymie
Le nom de la localité est attesté sous les formes Domna-Maria (968) ; Donna-Maria (1229) ; Dessous la male maison de Dame-Marye (1266) ; Domp-Marie (1420) ; Dame-Marie (1495-96) ; Dam-Marie (1749).

On le trouve cité dès 968 sous le nom de Domna Maria, « Dame Marie » au sens de dame souveraine, désignant la Vierge, dans une donation de l'évêque de Toul dont dépendait le village. Dammarie est donc un hagiotoponyme caché, qui peut être mis en évidence par la graphie « Dame Marie (mère de Jésus) ».
La Saulx est une rivière, Affluent droit de la Marne et donc sous-affluent de la Seine, la Saulx prend sa source à Germay (Haute-Marne).

## Histoire
Ce village s'étend entre la Saulx (où s’est construite la forge) et l’église perchée à quelques centaines de mètres de la rivière, sur la hauteur qui domine le bourg. Des substructures antiques au lieu dit ''Possesse ''témoignent de l’ancienneté de l’occupation du site.
Un prieuré bénédictin, Notre-Dame-de-Dammarie, y fut fondé au XIe siècle par Geoffroy de Joinville. Il dépendait de la grande abbaye de Cluny et se développa pendant tout l’ancien régime. Il en reste quelques vestiges proches de l'église. On y remarque deux élégantes fenêtres géminées aux linteaux armoriés. Dans la tourmente révolutionnaire de 1792, le prieuré disparut. Ses biens furent vendus au nom de la nation et M.J.B. Vivaux fut acquéreur du monastère dont il reste encore quelques habitations des XIVe et XVe siècles et la grange dîmeresse. L’église du prieuré est devenue l'église paroissiale.
Depuis 1590 un fourneau à fondre le minerai existait à Dammarie, qui utilisait le minerai du village et des villages environnants. En 1751 fut construit un haut fourneau produisant de la fonte utilisée pour des moulages dans la fonderie.
Cette industrie métallurgique se développa au XIXe siècle sous l’impulsion des frères Vivaux puis de la famille Salin. Elle subsiste encore de nos jours, spécialisée dans la production de grosses pièces de fonte.
À proximité des bâtiments de l'usine, les propriétaires firent construire en 1861 le château du fourneau. À partir d’un corps de logis rectangulaire se détachent deux courtes ailes en retour d’équerre, sous un toit d’ardoise à croupes. La façade à fenêtres rectangulaires surmontées de frontons est couronnée par une rangée de lucarnes.

## Politique et administration
| Période                                  | Période      | Identité            | Étiquette | Qualité      |
| ---------------------------------------- | ------------ | ------------------- | --------- | ------------ |
| Les données manquantes sont à compléter. |              |                     |           |              |
| 1976                                     | 1986         | X. Gaillardin       |           |              |
| 1986                                     | 1996         | M. Gaucher          |           |              |
| 1996                                     | 2001         | Jean-François Warin |           |              |
| mars 2001                                | juillet 2020 | Christian Léchaudel |           |              |
| juillet 2020                             | En cours     | Sylvain Fournier    |           | Ancien cadre |

## Population et société

### Démographie
L'évolution du nombre d'habitants est connue à travers les recensements de la population effectués dans la commune depuis 1793. Pour les communes de moins de 10 000 habitants, une enquête de recensement portant sur toute la population est réalisée tous les cinq ans, les populations de référence des années intermédiaires étant quant à elles estimées par interpolation ou extrapolation. Pour la commune, le premier recensement exhaustif entrant dans le cadre du nouveau dispositif a été réalisé en 2004.

En 2022, la commune comptait 369 habitants, en évolution de −16,14 % par rapport à 2016 (Meuse : −4,4 %, France hors Mayotte : +2,11 %).
| 1793 | 1800 | 1806 | 1821 | 1831 | 1836 | 1841 | 1846 | 1851 |
| ---- | ---- | ---- | ---- | ---- | ---- | ---- | ---- | ---- |
| 390  | 385  | 414  | 404  | 514  | 554  | 556  | 575  | 666  |

| 1856 | 1861 | 1866 | 1872 | 1876 | 1881 | 1886 | 1891 | 1896 |
| ---- | ---- | ---- | ---- | ---- | ---- | ---- | ---- | ---- |
| 720  | 734  | 718  | 692  | 696  | 649  | 623  | 591  | 550  |

| 1901 | 1906 | 1911 | 1921 | 1926 | 1931 | 1936 | 1946 | 1954 |
| ---- | ---- | ---- | ---- | ---- | ---- | ---- | ---- | ---- |
| 559  | 525  | 528  | 507  | 489  | 467  | 500  | 445  | 470  |

| 1962 | 1968 | 1975 | 1982 | 1990 | 1999 | 2004 | 2006 | 2009 |
| ---- | ---- | ---- | ---- | ---- | ---- | ---- | ---- | ---- |
| 513  | 481  | 471  | 502  | 512  | 403  | 401  | 418  | 440  |

| 2014 | 2019 | 2022 | - | - | - | - | - | - |
| ---- | ---- | ---- | - | - | - | - | - | - |
| 450  | 385  | 369  | - | - | - | - | - | - |

## Culture locale et patrimoine

### Lieux et monuments
- Le château du Fourneau - XIXe et XXe siècles. Le château est daté de 1861, avec une salle de bains d'époque 1900. Le jardin est aménagé de 1820 à la fin du Second Empire. L'édifice est inscrit au titre des monuments historiques depuis 1993[25].
- L'église de la Nativité-de-la-Sainte-Vierge de Dammarie-sur-Saulx. Sa construction remonte à 1478, ainsi que l’atteste l’inscription gothique figurant sur un des piliers. Elle fut entreprise par le prieur Jean Lefèvre qui fit édifier le chœur, l’abside et le transept. La nef et ses deux bas-côtés furent achevés au XVIe siècle. Les deux chapelles jouxtant le chœur datent aussi de la fin du XVe siècle. On se trouve ainsi devant un édifice d’une grande homogénéité architecturale, dans un style gothique flamboyant pour l’abside, les chapelles et le transept. Les voûtes ogivales et la nef aux savantes nervures ramifiées, les piliers cylindriques, la pierre ocrée et claire offrent un bel exemple de l’exubérance de l’art flamboyant, inscrite dans la pierre par les maîtres maçons de Dammarie. Église classée par arrêté du 24 octobre 1994 au titre des monuments historiques[26]. Les trois cloches sonnent respectivement, par ordre de grosseur, ré, mi, et fa dièse. À la fin du XIXe siècle, la tour du clocher fut surélevée et surmontée d’une haute flèche octogonale.

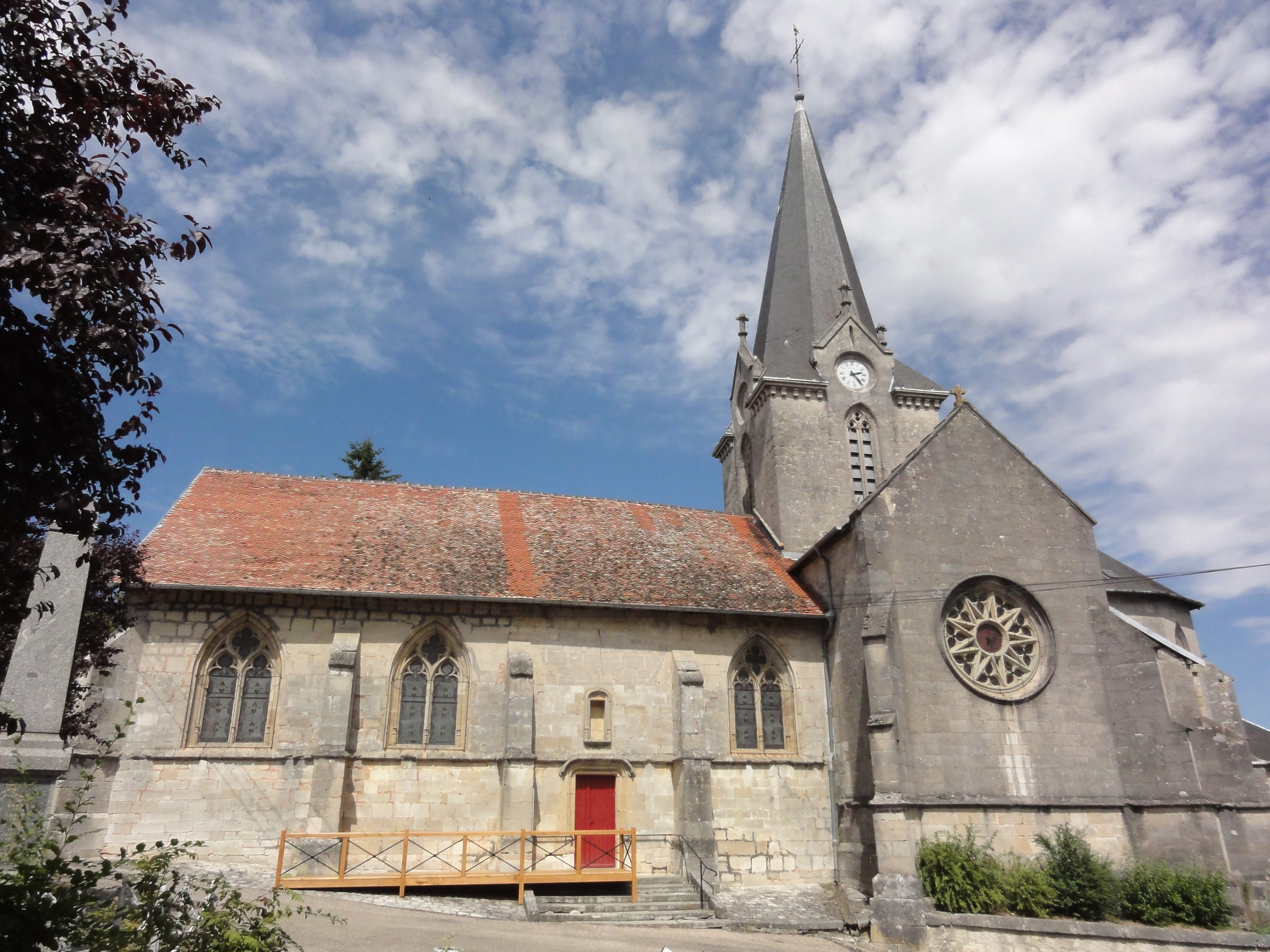
Église de la Nativité-de-la-Sainte-Vierge.
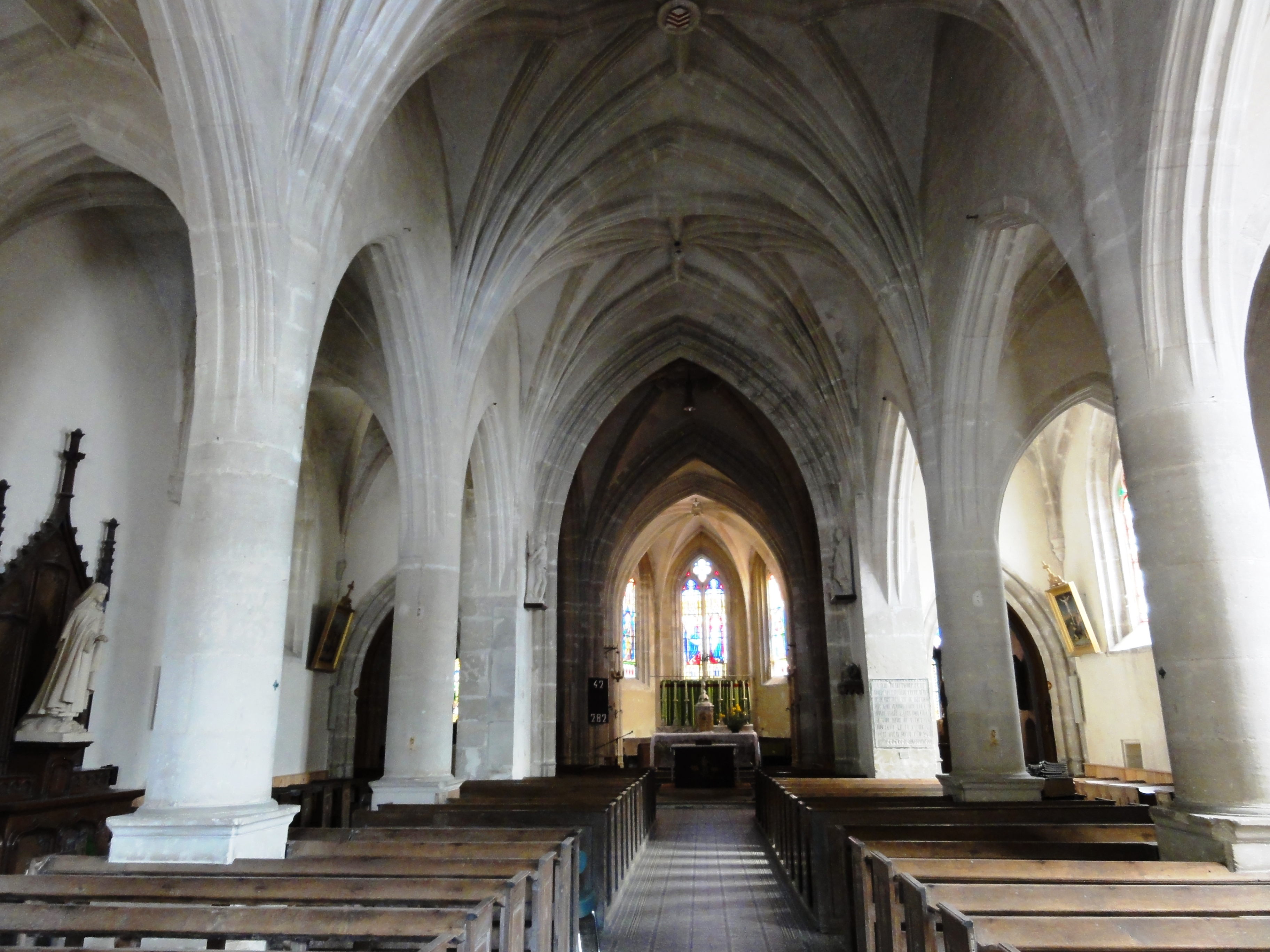
Nef de l'église.
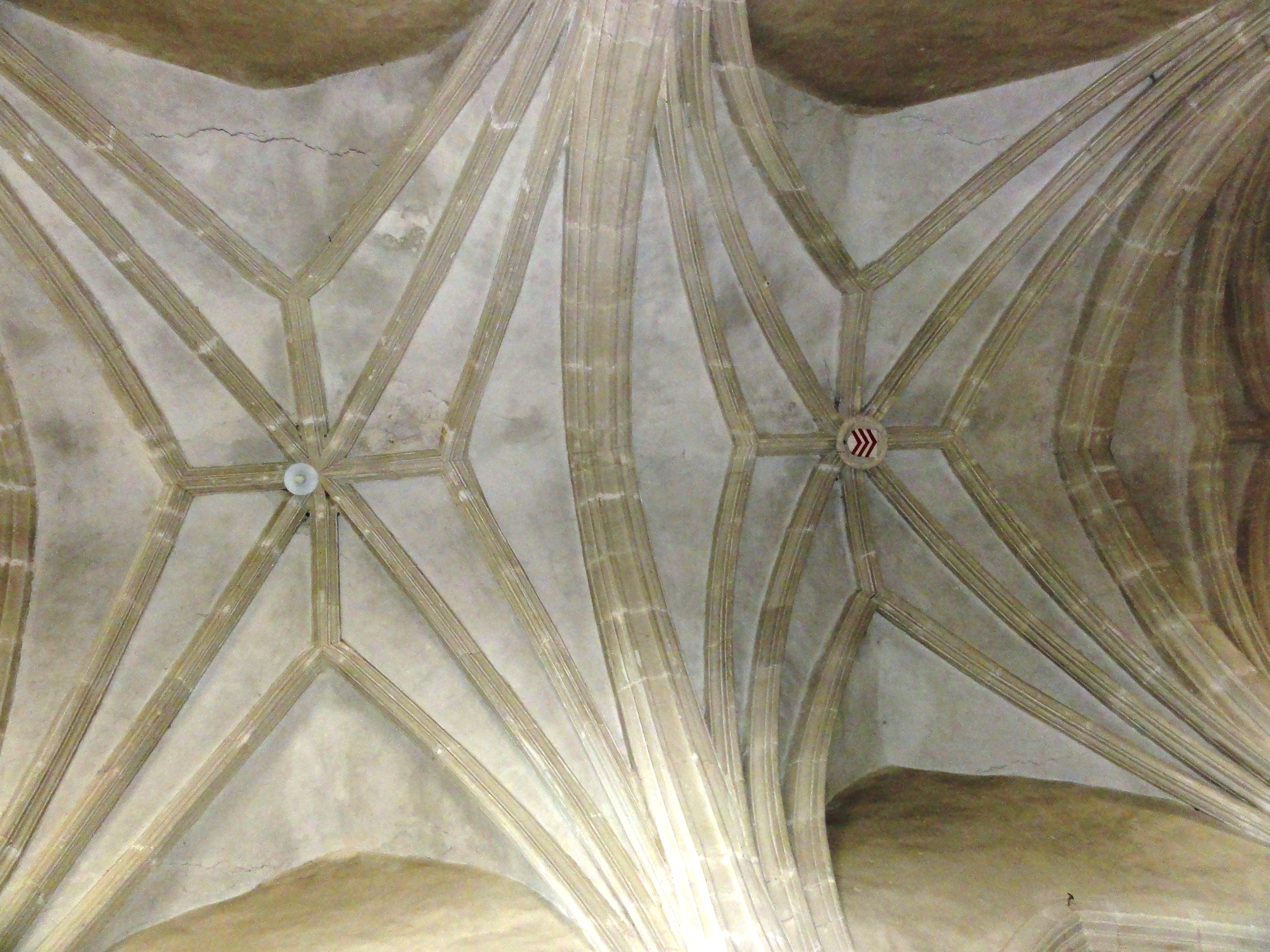
Les voûtes ogivales de la nef de l'église.

- Le monument aux morts.
- Quelques croix de chemin sculptées, un oratoire de Sainte Thérèse de Lisieux, une statue de la Vierge à l'Enfant.
- Les Berges de la Saulx

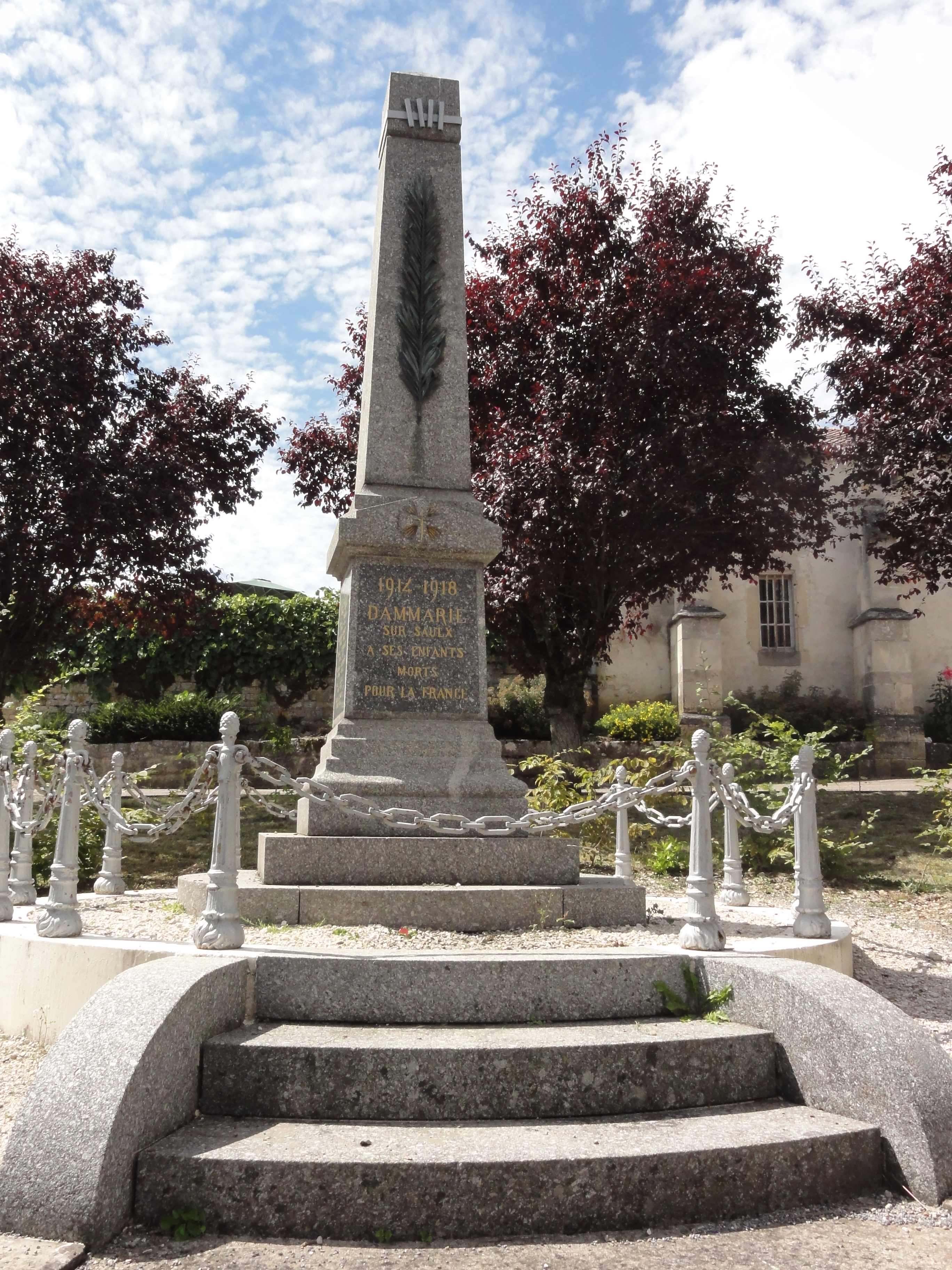
Monument aux morts.
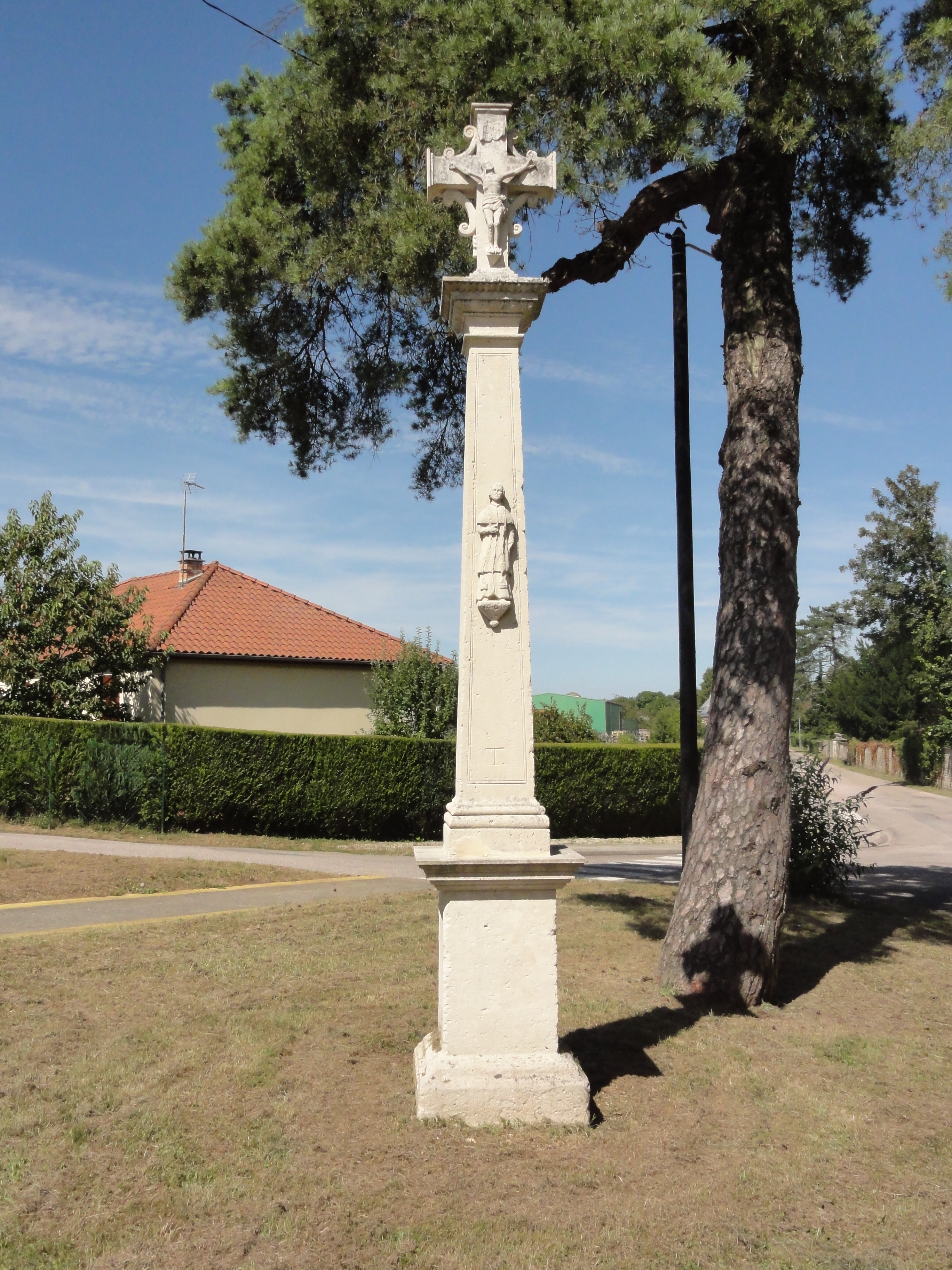
Croix de chemin.
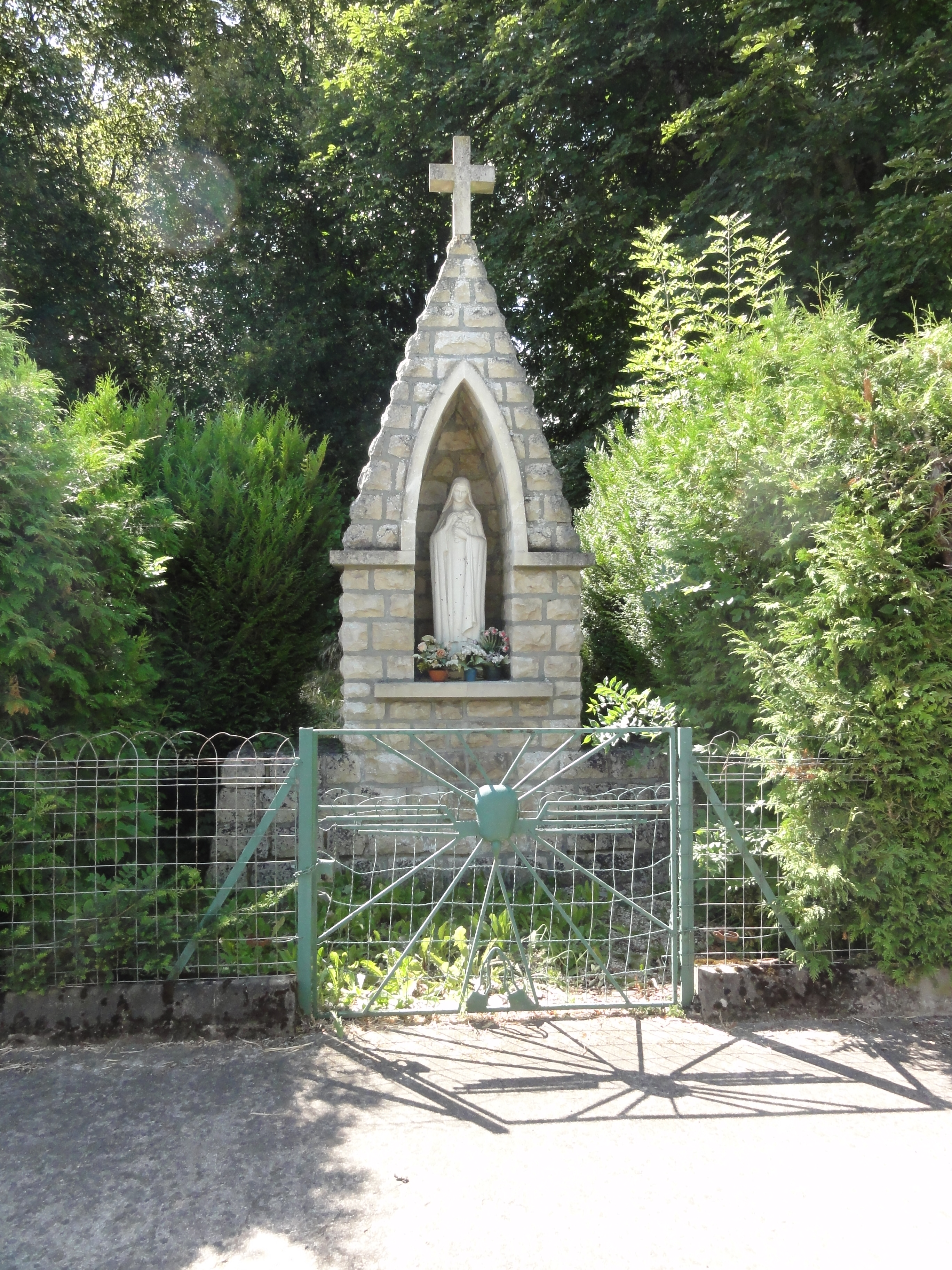
Oratoire de Sainte Thérèse de Lisieux.
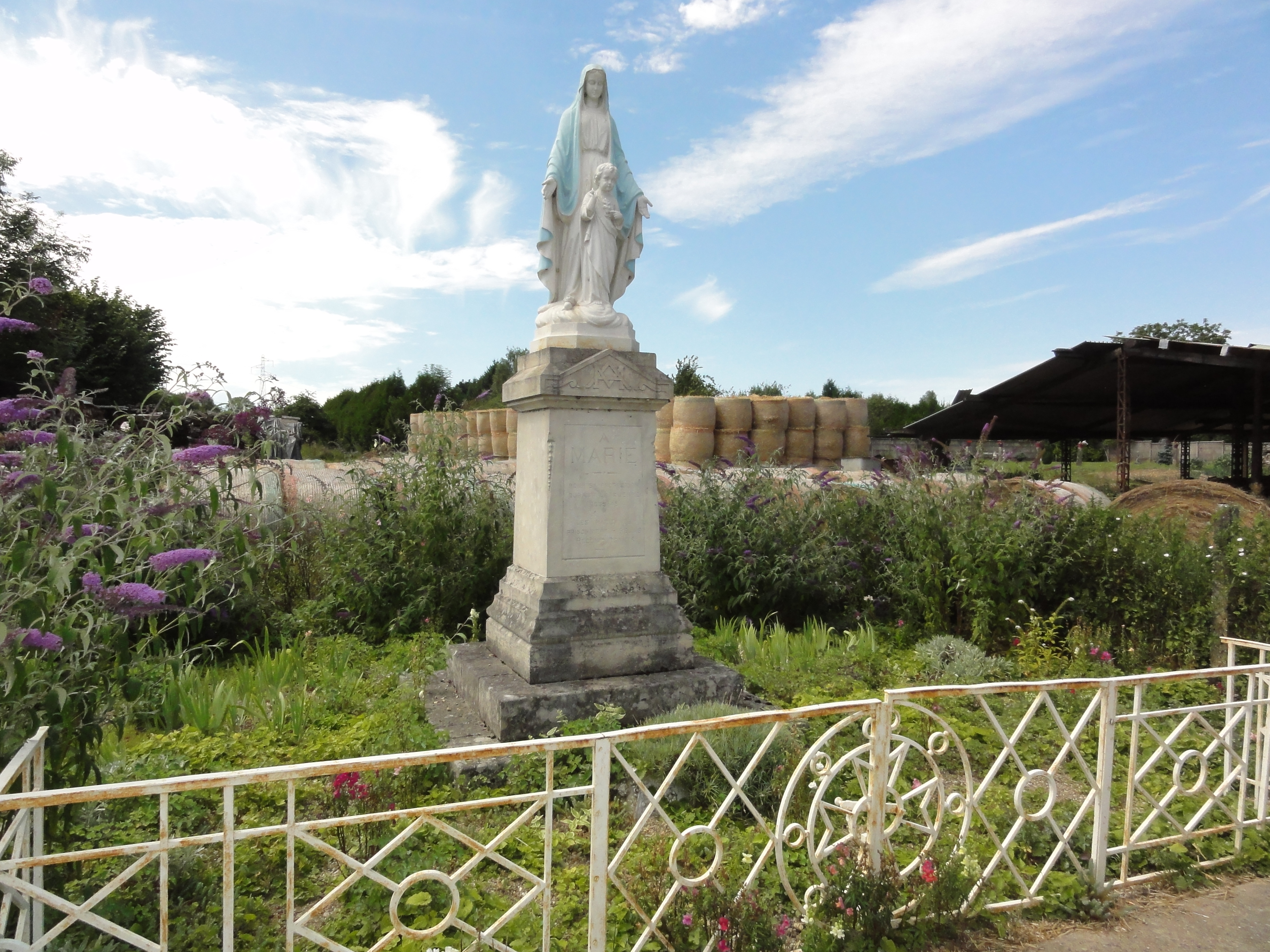
Statue Vierge et Enfant.
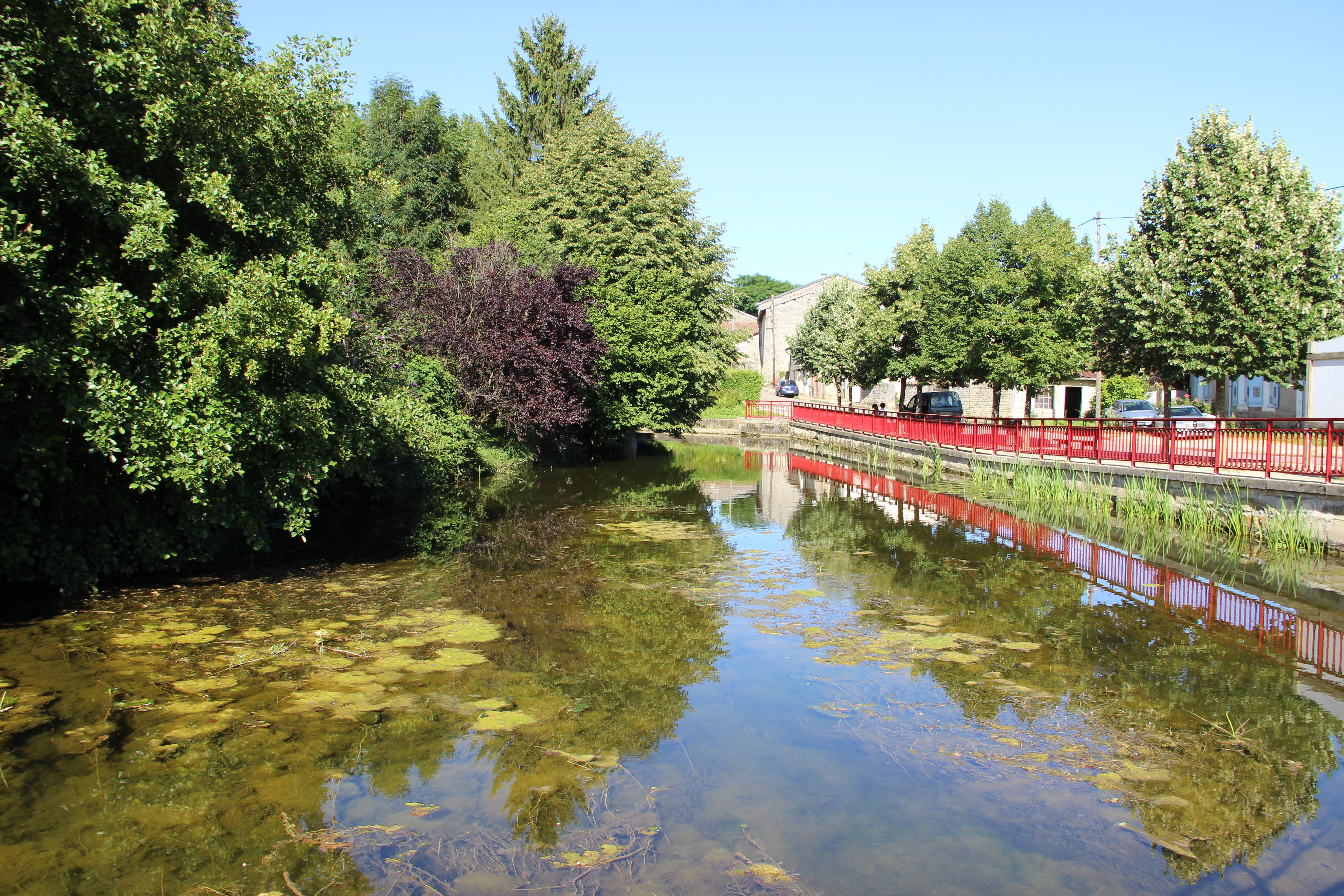
Berges de la Saulx.

- L'usine sidérurgique de Dammarie-sur-Saulx :

Le haut fourneau a été établi au cours de la 1re moitié du XVIe siècle, adjonction d'une grosse forge et d'un martinet au XVIIIe siècle. Reconstruction partielle en 1847 à la suite d'une transformation en fonderie de fonte par la famille Vivaux. Acquisition peu avant 1860 par la famille Salin qui fait reconstruire le logement patronal en 1861 sur les plans de l'architecte Demoget (né en 1827). Dite « la grande maison » ou « le château », cette construction est inscrite à l'inventaire supplémentaire des Monuments Historiques en 1993. Un second logement patronal est construit en 1911, de style vaguement Louis XIII, il est dû à l'architecte parisien Georges Gerdolle (né en 1863). L'atelier de fabrication principal est reconstruit en 1912 sur les plans de l'architecte parisien Paul Friesé (1851-1917) ; une orangerie est construite entre 1884 et 1910 par Charles Royer (né en 1847) de Bar-le-Duc. L'usine reste aux mains de la famille Salin jusqu'en 1986. Actuellement spécialisée dans la fabrication des pièces pour l'industrie et le mobilier urbain (poteaux du tramway de Nancy), elle est propriété de la société Générale d'Hydraulique et de Mécanique. Les deux logements patronaux, le parc et l'orangerie ne sont plus propriété de la société exploitante actuelle. Propriété privée ; inscrite à l'inventaire des Monuments historiques le 03/03/1993.

### Personnalités liées à la commune
L'architecte Paul Friese a réalisé les études de l'atelier de fabrication principal de l'usine sidérurgique en 1912.

### Héraldique
| Blason de Dammarie-sur-Saulx | Blason  | Mi tranché retaillé en chef d'azur au bâton de prieur orné d'une fleur de lys de jardin d'argent issant de la partition, et d'or à deux creusets de fonderie de gueules. |
| Blason de Dammarie-sur-Saulx | Détails | Le statut officiel du blason reste à déterminer. |